# Rete FS a scartamento ridotto della Sicilia
La rete ferroviaria FS a scartamento ridotto della Sicilia è stata una vasta rete di ferrovie, progettate ai tempi della gestione provvisoria delle Ferrovie Meridionali, proseguite dalla Rete Sicula e costruite dalle Ferrovie dello Stato, che si snodava sul territorio di cinque province: Palermo, Trapani, Agrigento, Caltanissetta, Enna; oggi è interamente dismessa.

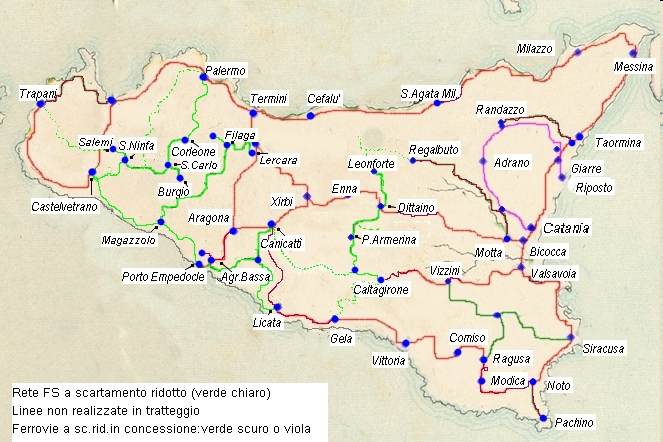
Mappa delle ferrovie a scartamento ridotto in Sicilia. È riportata anche la pianificata linea Salemi-Trapani, progetto rielaborato dopo il primo conflitto mondiale in favore di una linea, costruita ma non completata, tra Salemi e Calatafimi.

## Storia
Le origini progettuali di alcune tratte della rete risalgono agli anni settanta del XIX secolo; La costruzione di dette ferrovie fu comunque iniziata più tardi ed attuata in alcuni casi talmente a rilento da giungere alla soglia degli anni sessanta del XX secolo ed essere infine abbandonata. La prima ferrovia a scartamento ridotto, la Palermo-Corleone fu costruita dai privati; il primo progetto del 1873 prevedeva tuttavia soltanto la costruzione di una tranvia a vapore a scartamento di 850 mm, ma il 15 settembre del 1879, forse anche in conseguenza della nuova legge Baccarini che raccomandava l'uso dello scartamento metrico e stabiliva il concorso alle spese di costruzione da parte degli enti locali, il Consiglio provinciale di Palermo ne decise la costruzione come ferrovia vera e propria. Tale decisione probabilmente fu alla base per la scelta successiva, non proprio felice, dello scartamento ridotto per tutte le altre linee, considerate afferenti, costruite successivamente. L'ottica primaria infatti era quella di poter convogliare sulla capitale regionale i vini, i prodotti agricoli, il pesce dei porti del Mediterraneo.
I lavori, subconcessi nel giugno del 1883 all'imprenditore inglese Robert Trewhella, iniziarono il 20 aprile 1884 e il 20 dicembre 1886 portarono infine all'inaugurazione dell'intera tratta fino a Corleone.
Il prolungamento verso Castelvetrano e la costa sud venne affidato in concessione alla Società Siciliana per le Ferrovie Economiche l'11 dicembre 1898; tuttavia la Corleone-San Carlo fu inaugurata solo il 21 maggio 1903. Il traffico si mantenne su livelli buoni per la prima tratta fino a Corleone ma rimase sempre limitato sulla seconda e ciò portò ad un periodo di gestione provvisoria da parte dello Stato già a partire dal 1906 e all'incorporazione nella rete FS a partire dal 1922.
Mentre proseguiva pur lentamente la costruzione della rete fondamentale a scartamento normale la costruzione delle altre linee secondarie subì una lunga battuta d'arresto se si eccettua la costruzione della Ferrovia Circumetnea, (ferrovia privata in concessione), costruita dalla Società Siciliana per lavori pubblici, di cui faceva parte lo stesso Trewhella, con il concorso di capitale privato e pubblico degli enti locali interessati (provincia e comuni) inaugurata tra 1895 e 1898. Le restanti linee da costruire subirono continue battute di arresto a causa di molteplici fattori tra cui primeggiarono le litigiosità tra i comuni che contribuendo con i propri capitali richiedevano l'avvicinamento massimo, gli interessi delle compagnie zolfifere straniere o nazionali che non si curavano del trasporto passeggeri e tiravano i tracciati in modo da servire alle proprie miniere e non ultimo il tentativo della Società Sicula di costruire almeno le linee costiere, Castelvetrano-Porto Empedocle e Agrigento-Palma di Montechiaro-Licata, a scartamento ordinario. Tutto ciò portò il governo ad istituire una Regia Commissione che nel 1901 studiò il problema pervenendo tuttavia a delle conclusioni che sono considerate alla base della precoce obsolescenza della rete: Le linee dovevano essere a scartamento ridotto, costruite nella massima economia sia di materiali e infrastrutture che dell'esercizio, dovevano esaudire la maggior parte delle istanze e, sempre per risparmiare sul tracciato, potevano fare largo uso della cremagliera. Le decisioni assunte portarono come conseguenza alla costruzione di linee tortuosissime e lente, soggette a frane e smottamenti anche per avverse condizioni climatiche, prive di segnalamento e sistemi di esercizio efficienti, e soprattutto slegate da una qualsiasi ottica di razionalizzazione.
Nel frattempo a ritardare ancora la costruzione della rete avvenne il riscatto da parte dello Stato delle ferrovie e nel caso della Rete Sicula (essendo questa una emanazione della Società per le Strade Ferrate Meridionali) questo si concretizzò alla fine del 1906. I lavori di costruzione avviati dalla nuova direzione delle Ferrovie dello Stato iniziarono quindi solo qualche anno dopo.
Il 20 giugno 1910 vennero attivati i due tratti afferenti alla stazione di Castelvetrano, fino a Partanna di circa 10 km (primo tratto della linea per San Carlo e Burgio) e fino a Selinunte di 13 km (primo tratto della linea per Porto Empedocle); il 16 dicembre 1911 iniziava la costruzione del tratto Porto Empedocle-Siculiana (circa 14 km)

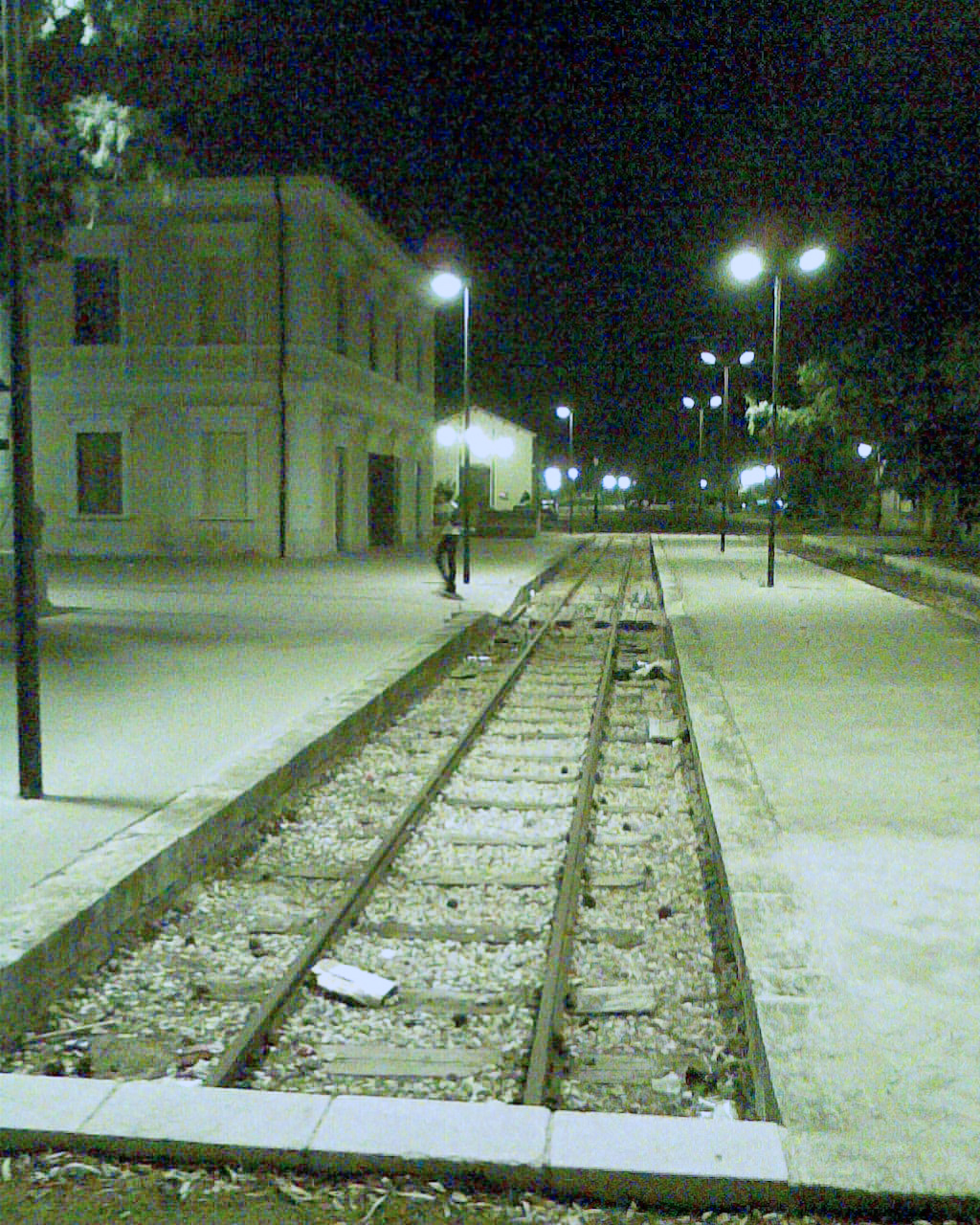
Stazione di Marinella di Selinunte ormai senza più treni

La prima ferrovia, completa, a vedere la luce, tra 1911 e 1915, fu la Canicattì-Licata, concepita in funzione delle richieste dell'industria mineraria dello zolfo allo scopo di far giungere il minerale estratto ai caricatori portuali di imbarco di Licata e Palma di Montechiaro e per permettere lo spostamento degli zolfatari che dalle varie località si dovevano recare al lavoro nelle varie miniere di zolfo disseminate nel territorio dei comuni dell'area tra Canicattì e il mare.
Per quanto riguarda la linea costiera, Castelvetrano-Agrigento, all'inizio i lavori procedettero abbastanza spediti e nel febbraio del 1914 veniva raggiunta Sciacca, tuttavia solo il 2 luglio 1923 la linea si saldava al resto già costruito verso Porto Empedocle e, inspiegabilmente, solo il 20 maggio 1951 Porto Empedocle veniva collegato ad Agrigento Bassa (9,4 km) obbligando i viaggiatori ad un doppio trasbordo che rendeva, con l'andar del tempo, sempre meno conveniente l'uso del treno per recarsi dalle città della provincia al capoluogo con tale mezzo.
L'altra linea che da Castelvetrano puntava verso Santa Ninfa, attraversando vari comuni della Valle del Belice, per poi piegare verso San Carlo e connettersi alla linea proveniente da Palermo (realizzando il completamento della trasversale nord-sud a scartamento ridotto), dopo la partenza dei lavori del primo tratto procedette sempre più lentamente e vide il suo completamento solo nel 1931 e nel 1935 si arricchì del ramo deviato fino a Santa Ninfa-Salemi, che nelle intenzioni iniziali sarebbe dovuto proseguire direttamente su Trapani, ma dopo la progettazione e costruzione della Alcamo Dir.-Trapani via Milo, venne poi deviato verso Calatafimi (costruzione che arrestò dopo la realizzazione della sede e dei fabbricati). Nello stesso periodo venne attivato il proseguimento su Burgio che avrebbe dovuto raggiungere la costa a Bivio Greci ma che non vide mai il suo completamento.
Nel 1912 venne inaugurato il primo tratto con cremagliera tra la Stazione di Lercara Bassa della linea Palermo-Catania e la cittadina di Lercara Friddi; si trattava dell'unico grande bacino zolfifero del palermitano e quindi sede di movimento merci e di zolfatari. Nel 1914 venne raggiunta Filaga ma dopo di ciò solo nel 1918 venne raggiunto il grosso centro di Prizzi e Palazzo Adriano ma non prima del 1924 si poté vedere il proseguimento della linea verso sud a raggiungere Magazzolo e la costa nonostante si trattasse di collegare l'altro importante bacino zolfifero di Cianciana a Porto Empedocle per l'imbarco.
Quanto al resto della rete isolana a scartamento ridotto ricadente nella Sicilia centrale che, a causa dell'abbandono della costruzione della Ferrovia Canicattì-Caltagirone, rimase sempre isolata dal gruppo di linee della rete occidentale, i primi km videro la luce sempre in funzione e nell'interesse dei bacini zolfiferi di Floristella, Grottacalda e Assoro-Leonforte. Si trattava del gruppo di linee collegate Dittaino-Piazza Armerina-Caltagirone e Dittaino-Leonforte; La prima tratta avente inizio dal piazzale esterno della stazione di Dittaiono (già Assoro), di 13,856 km, entrò in esercizio soltanto il 25 aprile 1912 e si trattava di una delle più difficili a causa della forte ascesa che veniva superata mediante due tratti a cremagliera Strub tra il km 8,856 e il 11,990 e tra il km 12,424 e il 13,738. Il secondo tratto di linea di 7,359 km entrò in funzione il 29 agosto 1914 e congiunse Valguarnera alla stazione di Grottacalda costruita in prossimità del complesso minerario di Floristella-Grottacalda, munito di raccordi e ferrovie Decauville, nel quale lavoravano migliaia di operai all'estrazione e lavorazione dello zolfo. Piazza Armerina veniva raggiunta soltanto il 7 settembre 1920 a riprova di quanto poco fosse tenuto in considerazione il trasporto di persone. Caltagirone venne raggiunta solo nel 1930 e per giunta la costruzione venne fatta talmente in economia da presentare quasi subito cedimenti e frane che spesso interrompevano la linea e provocavano deragliamenti.
Nel 1918 venne aperto il primo tratto della ferrovia per Assoro e Leonforte che nelle intenzioni avrebbe dovuto proseguire verso la Valle del Salto e Nicosia con una stazione intermedia, Bivio Paternò, dalla quale un ramo diramato avrebbe dovuto scendere in direzione della valle del Simeto a raggiungere (probabilmente) la ferrovia Circumetnea. Anche in questo caso i lavori procedettero con lentezza concludendosi nel 1923 con l'arrivo della ferrovia a Leonforte in quanto la tratta successiva verso Nicosia, pur se realizzata per buona parte del tracciato, non venne armata.
Intanto a partire dagli anni venti era entrata in crisi irreversibile l'esportazione dello zolfo (a causa della concorrenza statunitense che aveva monopolizzato i mercati) e pertanto erano venuti meno molti dei motivi per cui tante tratte erano state progettate; sarebbe stato utile rivedere pertanto tutto l'insieme progettuale delle linee ferrate abbandonando quelle non più utili ammodernando, con migliori tracciati, quelle esistenti. Si preferì continuare a costruire stancamente quanto programmato (salvo poi ad abbandonarlo alle erbacce).
Il restante tratto verso Nicosia, della Dittaino-Leonforte venne in parte realizzato ma mai armato; la diramazione Bivio Paternò-Regalbuto-Paternò-Motta Sant'Anastasia si trascinò tra rinvi e rielaborazioni venendo poi costruita solo nella parte sud, a scartamento normale, come Regalbuto-Catania ed aperta interamente molto più tardi, nel 1952 senza alcuna connessione che ne assicurasse un pur minimo traffico viaggiatori da Leonforte ed Agira. La Caltagirone-Piazza Armerina venne aperta solo nel 1930 con la previsione di un allacciamento a San Michele di Ganzaria della, anch'essa costruenda, ma mai completata né aperta Ferrovia Canicattì-Caltagirone. Venne iniziata anche la costruzione della Santa Ninfa-Salemi-Trapani (che logica avrebbe voluto invece a scartamento ordinario) e, dopo l'apertura del primo tratto e la costruzione di un secondo mai aperto, abbandonata per sempre.
Fra il 1928 ed il 1930 viene dato avvio ad un altro progetto, che anche se in buona parte costruito non vedrà mai la luce; quello della Palermo-San Cipirello-Camporeale-Salaparuta, collegandosi alla linea Castelvetrano-San Carlo in quest'ultima stazione. I fregi che indicano l'anno VIII dell'era fascista sui ponti prima della stazione di Camporeale testimoniano l'avvenuta esecuzione progettuale. La linea fu armata tra Palermo e Monreale anteriormente alla seconda guerra mondiale; la cartografia I.G.M. del 1951 mostrava ancora la tratta come "ferrovia in costruzione".
Gli anni trenta videro anche l'inizio della costruzione della ferrovia da Caltagirone a Gela (allora denominata Terranova), di 45,5 km, approvata sin dal 1911 e inserita tra quelle di 4 categoria a scartamento ridotto che avrebbe ridotto il percorso totale da Catania (pur sempre con trasbordo però) a circa 135 km, molto più breve degli itinerari via Canicattì (231 km) e via Siracusa/Ragusa (268 km). Opportunamente però il 24 novembre 1921 il Regio decreto n.1696 ne aveva trasformato il progetto a scartamento ordinario (insieme a quello della costruenda per Canicattì in parte già costruita a scartamento ridotto). Venne realizzata a rilento, qualche opera d'arte, ma lo scoppio della seconda guerra mondiale nel 1939 fermò tutto. Nei primi anni cinquanta venne riaggiornato ancora una volta il progetto: I lavori iniziarono nell'aprile 1952 e l'apertura avvenne nel novembre 1979. Di tutto il programma quest'ultima tratta della rete, realizzata a scartamento normale, è l'unica sopravvissuta alla politica dei tagli.
Nonostante si continuasse stancamente a costruire fino al dopoguerra, nulla venne fatto per ammodernare l'esistente o velocizzare il servizio se si eccettua l'immissione, nel 1950, di 25 nuove automotrici del tipo RALn 60 su alcune linee, mentre il resto venne abbandonato alle percorrenze incredibilmente lunghe della vecchia trazione a vapore (velocità media tra 15 e 20 km/h). I tagli e le chiusure iniziarono a partire dalla metà degli anni 50 e proseguirono fino alla soglia degli anni sessanta. Il gruppo delle ferrovie centrali scomparve all'inizio degli anni settanta e l'ultima linea chiuse i battenti alla fine del 1987. Per alcune si trattava di provvedimenti doverosi essendo venuto meno lo scopo industriale per cui erano nate, per altre come la Dittaino-Piazza Armerina-Caltagirone, la Castelvetrano-Salaparuta e la Castelvetrano-Agrigento si trattò di un provvedimento discutibile dato che il traffico pendolare esistente si manteneva su buoni livelli e venne distolto forzatamente a causa della mancata velocizzazione dei servizi e delle linee, degli orari a volte impossibili e delle interruzioni lunghissime per lavori tutto sommato semplici.

### Date di apertura all'esercizio delle singole tratte della rete
- Palermo-Corleone-San Carlo:
  - fino a Corleone: 20 dicembre 1886,
  - Corleone-San Carlo: 21 maggio 1903.
- Ferrovia Agrigento-Naro-Licata:
  - Canicattì-Naro: 28 febbraio 1911,
  - Naro-Camastra: 4 dicembre 1911,
  - Camastra-Licata: 7 ottobre 1915,
  - Girgenti-Favara: 8 maggio 1921,
  - Favara-Margonia: 30 dicembre 1921,
  - Agrigento Bassa (già Girgenti)-Agrigento Centrale: 1933 (tratto a doppio scartamento).
- Ferrovia Castelvetrano-Porto Empedocle:
  - Selinunte-Castelvetrano: 20 giugno 1910,
  - Siculiana-Porto Empedocle: 16 dicembre 1911,
  - Selinunte-Sciacca: 21 febbraio 1914,
  - Cattolica Eraclea-Siculiana: 16 giugno 1915
  - Ribera-Cattolica Eraclea: 26 febbraio 1917,
  - Sciacca-Ribera: 2 luglio 1923,
  - Porto Empedocle-Agrigento Bassa: 20 maggio 1951 (tratto a doppio scartamento).
- Ferrovia Lercara-Filaga-Magazzolo
  - Lercara Alta-Lercara Bassa: 20 agosto 1912,
  - Lercara Alta-Filaga: 12 settembre 1914,
  - Filaga-Contuberna: 10 maggio 1921,
  - Contuberna-Bivona: 11 novembre 1923;
  - Bivona-Alessandria della Rocca: 1º settembre 1924,
  - Cianciana-Alessandria della Rocca: 15 luglio 1922,
  - Cianciana-Magazzolo: 3 dicembre 1921.
- Linea diramata Bivio Filaga-Palazzo Adriano:
  - Filaga-Prizzi: 16 marzo 1918,
  - Prizzi-Palazzo Adriano: 21 agosto 1920.
- Ferrovia Dittaino-Piazza Armerina-Caltagirone
  - Stazione di Assoro- Valguarnera: 25 aprile 1912,
  - Valguarnera-Stazione di Grottacalda: 29 agosto 1914,
  - Stazione di Grottacalda-Piazza Armerina: 7 settembre 1920,
  - Piazza Armerina-Caltagirone: 1930.
- Ferrovia Dittaino-Leonforte
  - Dittaino-Cavalcatore: 8 marzo 1918,
  - Cavalcatore-Assoro: 12 maggio 1921,
  - Assoro-Leonforte: 30 settembre 1923.

### La seconda fase storica. Le chiusure
Le costruzioni, tutte di pertinenza del Ministero dei lavori pubblici, dopo la sospensione del periodo bellico, vennero riprese molto a rilento alle soglie degli anni cinquanta, quando venne fatto da parte FS anche l'unico concreto tentativo di rilancio di alcune linee con l'introduzione della automotrice FS RALn 60; la positiva esperienza provocò un deciso rilancio del trasporto viaggiatori, dato che dimezzava i tempi di trasporto, (con vendita di biglietti aumentata tra 25 e 40 %sulle linee ove fu messa in esercizio e nel caso della tratta Piazza Armerina-Caltagirone addirittura raddoppiata) ma l'esperienza non solo non venne estesa a tutta la rete ma le 25 unità costruite rimasero l'unica fornitura, molte linee rimasero con la trazione a vapore e le sue percorrenze bibliche. Non venne mai operato, inoltre, alcun riammodernamento né dell'armamento, né dei sistemi di esercizio, e spesso non si fece neanche la manutenzione corrente delle linee preferendo abbassare ancor di più la velocità (già bassa, 25–35 km/h), istituendo rallentamenti a passo d'uomo, spesso con fermata prima e pilotaggio, ove le frane mangiavano il territorio ad ogni temporale. Non meraviglia il fatto che appena fu possibile l'utenza cercò mezzi alternativi come la propria automobile, il motociclo o l'autolinea privata concorrente.
Negli anni cinquanta dopo il tentativo, con effetti positivi, di recupero di traffico determinato dall'immissione in servizio delle automotrici, ma solo su alcune delle linee, su tutte quelle lasciate con la trazione a vapore si abbatté la scure dei provvedimenti di chiusura. Si era affermata la teoria dei rami secchi da tagliare anche alla luce della convinzione, diffusa negli ambienti politici, che il treno fosse un mezzo superato e che l'autotrasporto fosse il futuro: ciò fece sì che si chiudessero anche tratte nelle quali era ancora presente un buon traffico pendolare.
- Palermo-Corleone-San Carlo: 1º febbraio 1959 (chiusura intera linea).
- Ferrovia Lercara-Filaga-Magazzolo: 1º ottobre 1959 (chiusura intera linea).
- Ferrovia Agrigento-Naro-Licata: 28 settembre 1958 (soppressione del servizio), 26 agosto 1959 (DPR 875 di chiusura intera linea).
- Ferrovia Dittaino-Leonforte: 16 aprile 1959 (chiusura intera tratta).
- Ferrovia Santa Ninfa-Salemi: 1º luglio 1954 (sospensione del servizio ferroviario).
- Ferrovia Castelvetrano-San Carlo-Burgio
  - (chiusura della tratta Salaparuta-San Carlo): 1º febbraio 1959,
  - (tratta Castelvetrano-Salaparuta) in esercizio fino al 15 gennaio 1968; dopo le distruzioni del Terremoto del Belice non più riaperta.
- Ferrovia Dittaino-Piazza Armerina-Caltagirone:
  - (chiusura tratta Piazza Armerina-Caltagirone): 25 giugno 1969,
  - (chiusura tratta Dittaino-Piazza Armerina): 11 luglio 1971.
- Ferrovia Castelvetrano-Porto Empedocle:
  - (chiusura tratta Porto Empedocle-Agrigento Bassa): 23 febbraio 1976,
  - (servizio sospeso da Realmonte ad Agrigento): dicembre 1977,
  - (sospeso servizio tratta Ribera-Porto Empedocle): primavera 1978,
  - (chiusura restante tratta Castelvetrano-Sciacca-Ribera): 1º gennaio 1986.

## Elenco delle ferrovie della rete FS

### Ferrovie entrate in funzione, oggi dismesse
- Ferrovia Palermo Sant'Erasmo-Corleone-San Carlo
- Ferrovia Lercara-Filaga-Magazzolo con la diramazione Filaga-Palazzo Adriano
- Ferrovia Castelvetrano-Porto Empedocle
- Ferrovia Castelvetrano-Santa Ninfa-Salaparuta-San Carlo-Burgio
- Ferrovia Santa Ninfa-Salemi
- Ferrovia Dittaino-Piazza Armerina-Caltagirone
- Ferrovia Dittaino-Leonforte
- Ferrovia Agrigento-Margonia-Naro-Licata con la diramazione Margonia-Canicattì

### Ferrovie costruite (anche parzialmente) e mai attivate
- Ferrovia Canicattì-Riesi-San Michele G.-Caltagirone
- Ferrovia Palermo Lolli-Camporeale-Salaparuta
- Ferrovia Salemi-Kaggera (prolungamento previsto della Santa Ninfa-Salemi)
- Ferrovia Leonforte-Nicosia (prolungamento previsto della Dittaino-Leonforte)
- Ferrovia Santo Stefano di Camastra-Reitano-Mistretta

### Ferrovie progettate e mai costruite
- Ferrovia Salemi-Trapani (prolungamento previsto della Salemi-Kaggera)
- Ferrovia Nicosia-Randazzo (prolungamento previsto della Alcantara-Randazzo)
- Ferrovia Nicosia-Regalbuto (prolungamento previsto della Motta Sant'Anastasia-Regalbuto)
- Ferrovia Mistretta-Nicosia poi aggiornato nel progetto Ferrovia Fiumetorto-Nicosia (prolungamento previsto della Leonforte-Nicosia)
- Ferrovia Burgio-Bivio Sciacca poi aggiornato nel progetto Ferrovia Burgio-Magazzolo (prolungamento della Castelvetrano-Burgio)

## Caratteristiche generali
L'intera rete venne realizzata adottando lo scartamento ridotto (detto anche metrico italiano) misurante 950 mm tra le facce interne delle due rotaie. Le rotaie del tipo Vignoles erano da 27 kg/m, in barre da 12 m, montate su traverse poste alla distanza di 0,82 m. Il raggio minimo di curvatura era di 100 m, ma sulla Palermo-San Carlo ve ne erano anche di 60 m. Le pendenze, ad aderenza naturale, in genere erano contenute tra 25 e 30 per mille. In parecchi casi allo scopo di superare le forti pendenze, comunque mai superiori al 75 per mille, venne adottata la cremagliera del tipo Strub. La circolazione dei treni sulle tratte a cremagliera non doveva superare la velocità di 12 km/h per i treni con locomotiva e 20 km/h per le automotrici. L'imboccatura del tratto dentato avveniva obbligatoriamente alla velocità non superiore a 6 km/h
La trazione fu sempre a vapore per quasi tutte le linee e fino alla chiusura eccetto, dal 1950 e solo per alcune linee, l'uso di quella diesel per i treni viaggiatori. A fine anni venti vi furono esperimenti con automotrici sperimentali (la RNe 8501 costruita dalla SNOS e le RNe 8901-8902 di costruzione Fiat) che non ebbero seguito e solo poco prima della chiusura definitiva vennero immessi in servizio sulla Castelvetrano-Porto Empedocle due locomotive diesel a carrelli RD.142.

### Norme di esercizio particolari
Nella stragrande maggioranza dei casi non venne utilizzato alcun tipo di segnalamento ferroviario né semaforico, né luminoso per la protezione delle stazioni o per la regolazione della circolazione ferroviaria. Solo nel caso di stazioni comuni alla rete a scartamento normale o di bivio venivano usati segnali ferroviari dello stesso tipo FS. Le stazioni erano munite di un Palo indicatore nelle stazioni munite di scambi per la possibilità di effettuare un incrocio. In tale caso il treno doveva arrestarsi all'altezza del palo e attendere di essere chiamato con dei segnali fatti a mano per poter entrare in stazione. L'imbocco dello scambio doveva avvenire a velocità non superiore a 15 km/h. Le stazioni erano dotate di telefono e la circolazione dei treni avveniva con il regime del giunto scambiato tra i capitreno. In seguito venne adottato il sistema di circolazione a Dirigenza unica.
Una caratteristica peculiare del materiale rotabile della rete fu quella di aver adottato il freno continuo automatico Hardy che
funzionava sfruttando non l'aria compressa ma a vuoto cioè con aria estratta dalla condotta del freno. Tale sistema è quello ancor oggi in uso nelle ferrovie inglesi.

## Depositi locomotive a scartamento ridotto
- Deposito locomotive di Sant'Erasmo
- Deposito locomotive di Lercara Alta
- Deposito locomotive di Castelvetrano
- Deposito locomotive di Dittaino
- Deposito locomotive di Piazza Armerina
- Deposito locomotive di Porto Empedocle
- Deposito locomotive di Licata

## Parco rotabili
- Automotrice FS RALn 60
- Locomotiva FS R.301
- Locomotiva FS R.302
- Locomotiva FS R.370
- Locomotiva FS R.401
- Locomotiva FS R.402
- Locomotiva FS RD.142